# 黑暗騎士
是一部於2008年上映的超級英雄電影，由克里斯多福·諾蘭編劇、監製及執導。本片是諾蘭所執導的黑暗騎士三部曲中的第二部，以DC漫畫旗下角色蝙蝠俠為主角，是2005年電影《蝙蝠俠：開戰時刻》的續集。影片由克里斯汀·貝爾、希斯·萊傑、麥可·凱恩、亞倫·艾克哈特、蓋瑞·歐德曼、瑪姬·葛倫霍及摩根·弗里曼等人主演。電影中，布魯斯·韋恩／蝙蝠俠（貝爾飾演）、詹姆斯·高登（歐德曼飾演）與哈維·丹特（艾克哈特飾演）聯手打擊高譚市的黑幫，但其行動被高智商罪犯小丑（萊傑飾演）所破壞，後者企圖削弱蝙蝠俠的影響力，並讓高譚市陷入混亂。導演對本片的基本概念，分別來自小丑在1940年首次登場的漫畫章節，另外包含著名漫畫《蝙蝠俠：致命玩笑》及《蝙蝠俠：漫長的萬聖節》中的故事。
上映後，電影收穫積極的評價，部分影評人將其列入2000年代最佳的電影及超級英雄電影之一。除此之外，電影也在票房方面打破許多紀錄，並成為首部全球票房逾10億美元的蝙蝠俠電影和2008年全球票房最高的電影，以及克里斯多福·諾蘭首部全球票房逾10億美元的電影。而在第81屆奧斯卡金像獎上，《黑暗騎士》共奪得八項提名，最後榮獲最佳男配角以及最佳音效剪輯兩項大獎，前者由在拍完該片後去世的萊傑拿下。續集《黑暗騎士：黎明昇起》是三部曲中的最後一部，於2012年7月20日發行。2020年，《黑暗騎士》以其「文化上、歷史上、美學上」的重要價值，被選為美國國家電影保護局典藏。

## 劇情
在高譚市，一夥戴小丑面具的搶匪打劫一家由黑幫經營的銀行，而幕後黑手「小丑」同時隱藏身份混在其中，隨著每人在搶錢過程中都因貪念而自相殘殺，最後只剩小丑直接捲款揚長而去。搶案的發生使蝙蝠俠與警督詹姆斯·高登以及新上任的明星檢察官哈維·丹特達成同盟，靠追蹤金錢往來而肅清城市所有的犯罪組織。身為蝙蝠俠的布魯斯·韋恩逐漸被丹特的強大正義感及責任感所打動，於是決定募款支持他的職位，認為丹特是未來能夠代替他守護城市的「光明騎士」。布魯斯這麼做同時為了跟青梅竹馬兼檢察官瑞秋·道斯重燃舊情，協助丹特以便正式隱退，即使瑞秋當時正在跟丹特交往。
薩爾·馬洛尼、車臣、甘博等所有黑幫老大齊聚一堂商量如何保住剩下的錢，他們的華人黑幫會計劉先生表示所有財產已被轉移至安全地方，他也逃離至香港而遠離丹特的管轄範圍。但小丑突然現身於會議中，表示不受法律拘束的蝙蝠俠會慢慢揪出他們所有人，因此提議讓他去除掉蝙蝠俠來換取他們一半財產。甘博不甘心被小丑搶錢而對他放出懸賞，卻反遭小丑設計而遭到殺害，連手下的黑幫都被小丑掌控。布魯斯冒險來到香港以“速戰速決”的方式將劉抓回高譚，讓丹特說服他出庭指認所有黑幫老大。黑幫因此陷入絕境，一致決定雇用小丑除掉蝙蝠俠。當丹特逮捕所有黑幫老大、即將起訴之際，小丑突然向全市發出警告，脅迫蝙蝠俠必須公開身份自首，否則每天會隨機肆意殺人；而警察局長吉利恩·洛布以及審理黑幫訴訟的女法官蘇芮羅成為首晚犧牲者。
小丑假扮儀仗隊混入洛布局長悼念儀式上，企圖行刺市長安東尼·賈史亞，高登縱身為市長擋槍而看似犧牲。引咎自責的蝙蝠俠本想自首，但丹特卻在記者會上故意承認自己是蝙蝠俠而被捕，以身犯險引出小丑。當小丑襲擊移送丹特囚車隊伍時，蝙蝠俠開蝙蝠車擋下小丑的火箭炮攻擊，將嚴重受損的車分體成摩托車後用繩索掀翻小丑的貨車。詐死且藏於車隊中的高登現身抓獲小丑，因為英勇表現而被市長提拔為新任局長。然而，丹特和瑞秋分別被兩名黑警伍爾茲和拉米雷茲接送回家後再無音訊，深感不安的高登讓蝙蝠俠審問小丑，最後逼小丑說出丹特和瑞秋分別被囚禁在兩個裝設炸彈的地點。蝙蝠俠趕到瑞秋的囚禁地點卻發現裡面的人是丹特，發現中計後僅能緊急將他救出去。兩邊的炸彈同時爆炸，去遲一步的高登目睹瑞秋葬身火海，另一邊獲救的丹特也因左半臉沾上油而嚴重燒傷。
小丑靠人肉炸彈炸毀警局逃之夭夭，將劉也一併帶走。布魯斯因沒救到瑞秋而陷入自責，阿福從瑞秋死前為布魯斯留下的信中得知她決定嫁給丹特，為了不讓布魯斯承受雙重打擊，他最後私自把信燒毀。失去摯愛加上毀容導致丹特痛不欲生，拒絕皮膚移植且從此以駭人的“雙面形象”示人。韋恩企業的併購會計師科爾曼·瑞斯調查公司舊檔案時發現布魯斯是蝙蝠俠，在敲詐福克斯未成功後決定對媒體公開其身份。當時找到黑幫藏錢地點的小丑，將所有金錢連同劉一同燒成灰，還殺死車臣掌控其幫派。小丑藉直播公開威脅若瑞斯一小時內沒死則會炸毀一座醫院，高登動員所有警察疏散市內所有醫院，同時盡全力保護瑞斯的安全。小丑趁亂溜進丹特所在的高譚總醫院，說服他以私刑的方式來為瑞秋討回公道。再次達成目的的小丑炸毀醫院，並劫走一輛載有五十人的疏散校車。
丹特就此淪為「雙面人」，一路追尋所有導致瑞秋喪生的人，以拋硬幣審判形式相繼殺死伍爾茲和馬洛尼，唯獨饒過拉米雷茲。小丑持續威懾造成全市恐慌和逃竄，還脅迫市民若想出城就不能走橋樑或隧道，警察因此受誤導而征用兩艘事先被小丑安置過炸彈的渡輪進行疏散；一艘載著高譚市民，另一艘載著一群由丹特控告的囚犯。小丑聲言午夜正點時會炸毀兩艘船，但兩方均持有用來引爆對方船隻的引爆器，而任誰先炸死對方即可活命。蝙蝠俠透過福克斯不情願地協助，使用電信網絡入侵式的聲納監視系統找到小丑的藏身處，避免警隊誤殺被喬裝成小丑黨羽的人質後，到頂樓與小丑決一勝負。最後兩艘船都因為良心未泯而拒絕下手，蝙蝠俠趁機制伏敗北的小丑。但被警察逮捕前，小丑揭露自己誘使丹特墮落，揚言這足以讓全市分崩離析，迫使蝙蝠俠立刻去補救局勢。
丹特劫持高登的家人回到瑞秋的喪生地點，高登趕到後目睹兒子遭到挾持，承認是自己的失職害死瑞秋。即使蝙蝠俠同樣趕來勸阻，但丹特仍決定一意孤行，開始以拋硬幣裁決身邊人的命運。別無選擇的蝙蝠俠偷襲丹特，使他墜樓身亡並救下高登的兒子。為了不讓小丑如願，蝙蝠俠決定一人背負殺害丹特的罪名，說服高登盡其所能地隱瞞真相、守護丹特的英雄形象，再帶領警察追捕他。福克斯銷毀實屬不道德的聲納監視系統，高登被迫將丹特譽為英雄緬懷，並親手摧毀蝙蝠信號。一夜之間受全市追捕的蝙蝠俠就此銷聲匿跡，成為名副其實的「黑暗騎士」。

## 演員

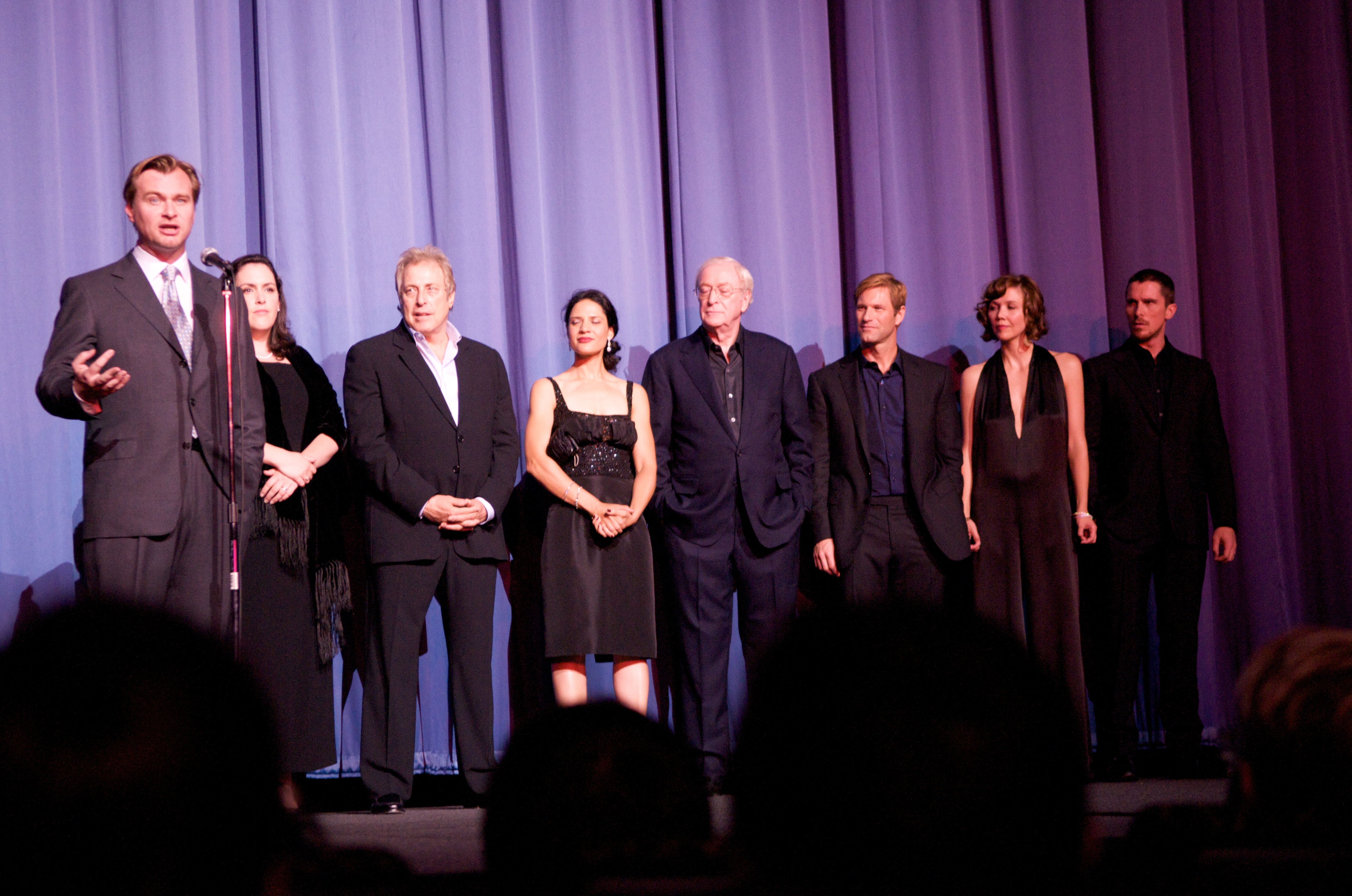
《黑暗騎士》的演員及工作人員出席倫敦的歐洲首映禮。由左至右：導演克里斯多福·諾蘭、監製艾瑪·湯瑪斯與查爾斯·羅文、主演莫妮卡·嘉布蕾拉·坎恩、麥可·凯恩、亞倫·艾克哈特、瑪姬·葛倫霍以及克里斯汀·貝爾。

- 克里斯汀·貝爾 飾演 布魯斯·韋恩／蝙蝠俠（Bruce Wayne / Batman）：高譚市韋恩企業的億萬富翁，八歲時目睹父母被殺而嫉惡如仇，成年後靠多年所學擔任起守護高譚市正義的英雄。打擊犯罪絕不留情，僅以不殺人為原則，卻也因此成為小丑挑戰的目標。

由於在前作《蝙蝠俠：開戰時刻》的表現獲得不少好評，比爾對自己的回歸選擇備感信心。
- 希斯·萊傑 飾演 小丑（The Joker）：一位追求非法主義、臉上塗妝的詭異智慧型罪犯，自封「混亂代言人」，其身份和目的充滿謎團，利用謀殺、爆炸等高端犯罪手法來引起全市恐慌，目標是塑造一座「失序世界」，挑戰警察權威以及蝙蝠俠時也在一步一步誘導他打破原則。

2006年7月，萊傑確認為詮釋該角前，保羅·貝特尼、萊奇·赫爾姆、安卓·布洛迪、史提夫·卡爾及羅賓·威廉斯都曾公開表示有興趣飾演小丑。在整部電影中，小丑說他希望透過犯罪破壞社會秩序，並以與蝙蝠俠間的衝突來定義自己。為了準備角色，萊傑獨自一人在酒店的房間裡待一個月的時間，制定角色的個性、姿態及聲音，並開始寫日記，記錄他在這一個月中體會到的小丑想法與感覺。雖然最初覺得困難，但在觀賞過提姆·波頓在1989年執導的電影《蝙蝠俠》中由傑克·尼克遜所飾演的小丑後便有了轉折。除此之外，他還閱讀艾倫·摩爾所創作的漫畫系列《蝙蝠俠：致命玩笑》和《阿卡漢精神病院：莊嚴地球上的莊嚴之屋》，並從1971年電影《發條橘子》中的亞歷克斯，以及已去世的搖滾明星席德·維瑟斯那裡借鑒許多個性特徵。2008年1月22日，萊傑完成《黑暗騎士》的拍攝後不幸死於藥物過量，引起強烈的媒體關注和悼念。
- 麥可·凱恩 飾演 阿福·潘尼沃斯（Alfred Pennyworth）：服侍韋恩家族多年的老管家，作為布魯斯最重要的精神導師，當管家前曾經在英國特種空勤團服過役，用他多年參戰的經歷為布魯斯提出指點。

- 蓋瑞·歐德曼 飾演 詹姆斯·高登：高譚市警察局警督，指揮一系列打擊黑幫行動，與蝙蝠俠和丹特站在同一陣線，抓捕小丑後榮升爲局長。

歐德曼描述高登的性格為「廉潔、善良、堅強、英勇但低調」。諾蘭則表示：「在《蝙蝠俠：漫長的萬聖節》中，哈維·丹特、高登與蝙蝠俠之間有著精彩的“三角關係”，而這點非常吸引我們。」
- 亞倫·艾克哈特 飾演 哈維·丹特／雙面人（Harvey Dent / Two-Face）：高譚市新任地方檢察官，正義感比任何人都要強，爲了擊垮高譚罪惡世界不惜一切代價。獲譽為城市的「光明騎士」[24][25]。後來被小丑燒傷左臉，嚴重毀容且還被扭曲性格，成為心中“正義與邪惡界限模糊”的反派「雙面人」。

- 瑪姬·葛倫霍 飾演 瑞秋·道斯（Rachel Dawes）：高譚市女檢察官，布魯斯的青梅竹馬兼前女友，知情布魯斯是蝙蝠俠，後来與哈維相戀，甚至訂定下婚約。

葛倫霍取代由凱蒂·荷姆斯飾演的角色，荷姆斯曾在《蝙蝠俠：開戰時刻》中飾演瑞秋·道斯。2005年8月，據報導，荷姆斯原本計畫復出詮釋該角，但後來她選擇與黛安·基頓及皇后·拉蒂法共同出演《有錢真好》。2007年3月，葛倫霍為角色進行「最後談判」。
- 摩根·弗里曼 飾演 盧修斯·福克斯（Lucius Fox）：韋恩企業執行長兼董事會主席，受布魯斯協助才得以晉升，知情布魯斯的雙重身份，也是布魯斯的最大協力者兼技術支持。

莫妮卡·嘉布蕾拉·坎恩和榮恩·迪恩分別飾演安娜·拉米雷斯（Det. Anna Ramirez）和麥可·伍爾茲（Det. Michael Wuertz），兩位隸屬高登隊上的腐敗警察。內斯特·卡博內爾扮演安東尼·賈史亞（Mayor Anthony Garcia），高譚市市長；克林·麥克法蘭在此集回歸飾演警察局長吉利恩·B·洛布。新加波演員黃經漢扮演香港黑幫會計劉先生；埃里克·罗伯茨扮演薩爾·馬洛尼，接管上一集中的法爾康尼黑幫家族的意大利黑幫大佬；其他包括里奇·柯斯特扮演車臣販毒集團大佬—車臣（The Chechen），而邁克·賈·懷特扮演甘博（Gambol），一位經營非法賭博和討債的非裔美國犯罪組織大佬。安東尼·麥可·豪爾扮演麥克·安格爾（Mike Engel），高譚第一新聞的主播，基斯·札拉比加扮演警探傑拉德·史蒂文斯（Det. Gerard Stephens），以及喬舒亞·哈多扮演科爾曼·瑞斯（Coleman Reese），一位發現蝙蝠俠真實身份並企圖公開的併購會計師。梅琳達·麥格勞飾演芭芭拉·高登，高登的妻子；奈森·甘博飾演小詹姆斯·高登，高登的十歲兒子。
電影中的配角包括娜蒂亞·羅德里格斯·特拉西納（Nydia Rodriguez Terracina）飾演珍妮特·蘇芮羅（Judge Janet Surrillo），協助丹特審判黑幫的女法官。小湯姆·利斯特則詮釋一位囚犯，出現在裝設炸彈的渡輪上。威廉·菲德內爾出演片頭中的高譚國家銀行經理；希里安·墨菲則從上一集中回歸飾演強納森·克萊恩／稻草人（Dr. Jonathan Crane / Scarecrow），繼上一部後成為高級毒販，並在電影中再次被蝙蝠俠逮捕。而大衛·達斯馬齊連則扮演湯瑪斯·希夫（Thomas Schiff），一位假扮儀仗隊員的小丑黨羽，患有偏狂型精神分裂症，遭到丹特拋硬幣審問。在香港場景中，香港演員陳冠希客串一名迎接福克斯到訪的大廈隨從。

## 製作

### 拍攝
場景經理羅賓·希格斯於2006年10月開始尋找拍攝地點，他探訪了利物浦，並主要集中在城市的海濱。其他候選地點包括約克郡、格拉斯哥和倫敦的部分地區。2006年8月，電影製片人之一查爾斯·羅文表示，其主要的拍攝將在2007年3月開始，但攝製工作後來被延遲到4月才進行。為了要在IMAX劇院發行，諾兰用此格式拍攝了四場主要的戲，包括小丑在銀行搶案中的首次出場，以及電影中段的飛車追逐，使其成為影史上第一次主要場景是使用IMAX攝影機拍攝的電影。
華納兄弟選在芝加哥拍攝13週，由於諾兰曾在這拍攝《蝙蝠俠：開戰時刻》有過非常出色的工作經驗。在《黑暗騎士》中，韋恩企業總部的取景地點改為理察·J·戴利中心，而不是前作的芝加哥期貨交易所大樓。開始在芝加哥拍攝後，電影刻意使用假的電影片名《Rory's First Kiss》，以求低調拍攝，但這個策略最後仍被當地的媒體拆穿。《芝加哥太陽報》的理察·魯珀批評了這可笑的策略，「世界上有哪個蝙蝠俠迷不知道，在芝加哥已拍攝數週的《Rory's First Kiss》就是《黑暗騎士》嗎？」。拍攝《黑暗騎士》替芝加哥政府產生了4,500萬美元的收益，創造了上千個工作機會。劇組於2007年4月18日到24日，拍攝小丑出場的橋段，攝製期間有街道施行封鎖:20。後來劇組在2007年6月9日重回拍攝工作，一直持續到九月初。
位在倫敦附近的松林製片廠是用於製作的主要工作室。2007年9月，劇組在一間靠近英國徹特西小鎮的特效機構，設計蝙蝠車的特技工作人員之一的康威·威克烈夫在此不幸被自己的車撞上身亡。電影同時獻給後來去世的演員萊傑與威克烈夫。
接下來的幾個月，劇組在倫敦一個已廢棄的巴特西發電站，拍攝一顆200英呎的大火球，此景造成當地居民的緊張，許多人報警以為發電站遭受恐怖襲擊。在芝加哥拍攝炸毀廢棄的Brach's糖果工廠時（電影中的高譚醫院），也發生類似的民眾報案事件。
香港的拍攝工作於2007年11月6日開始在中環的各個地點取景，11月11日結束。地點包含在香港當時最高的國際金融中心，拍攝蝙蝠俠逮捕劉的現場。香港官員特別關切此電影拍攝時可能所造成的噪音污染和交通堵塞問題，劇組以信件回覆香港市民，保證拍攝時造成的分貝大約只跟公車所發出的噪音一樣。同時環境保護份子批評片商為了營造氣氛與視覺效果，租下河岸旁的大樓開了整夜的燈，是浪費能源的行為。攝影師瓦利·費思特認為官員是個「惡夢」，最後诺兰只好用電腦合成影像製造蝙蝠俠從大樓一躍而下的鏡頭。

### 設計
造型設計師林迪·赫明形容小丑的造型是反射出他的人格「毫不在乎自己的樣子」。他避免將小丑打扮的像個流浪漢，卻仍然使其保有「破舊、骯髒的感覺」，所以「當你看到小丑的行為，都會帶點焦躁與不安。」導演諾蘭表示，「我們使用弗兰西斯·培根的畫風勾勒出（他的臉），這種墮落、皮膚腐爛的臉，看起來非常噁心，彷彿透過視覺就能想像他所散發的氣味。」為了創造出小丑無法無天的形象，赫明從幾位反主流流行文化藝術家的創作中擷取靈感，如皮特·多赫提、伊吉·帕普及約翰·萊頓。萊傑的小丑臉部化妝是由三片矽膠所組成，這種新技術讓化妝師僅花一小時就能完成化妝，遠比常見的化妝術有效率。萊傑還表示，他感覺自己幾乎沒有化妝。
設計師亦重新設計了《蝙蝠俠：開戰時刻》裡的蝙蝠裝，增加了有彈性的鬆緊帶，讓服裝能緊貼著貝爾，此外加入更多精細的技術。新的蝙蝠裝由200片橡膠與玻璃纖維、金屬網和尼龍所組成。新的披風頭套原型來自機車安全帽，並將頭部、頸部的護套分離，讓貝爾能左右、上下移動他的頭部。當蝙蝠俠開啟聲納探測器時，新的披風頭套會自動在兩眼蓋上白色鏡頭讓他觀看，這也是為何漫畫及動畫中蝙蝠俠會以白色眼睛的造型出現。護手上的伸縮剃刀也變得可發射。雖然新的蝙蝠裝重達8磅，貝爾仍覺得比較舒服且透氣好穿。

### 效果
美術指導納坦·克勞雷曾設計《蝙蝠俠：開戰時刻》中的蝙蝠車，這次也替首次登場的蝙蝠機車操刀。為了影片拍攝的撞車場景和可能的意外，克勞雷設計了六個機車模型做準備，並由特效總監克里斯·柯柏爾德打造。克勞雷在導演諾兰的車庫建造蝙蝠機車的試作型，並在六個月後開始做安全測試。蝙蝠機車不是由手控制行進方向，而是由雙肩，騎士的手臂同時受到兩個護盾保護著。前後輪皆為508毫米（20英吋）寬，其中前輪擁有爪錨鉤、榴彈砲、和機關槍等武器。引擎設置在前後輪的輪轂，皆距離中間的油箱1.67公尺。騎士的腹部朝下貼著油箱，而油箱可上下移動，讓蝙蝠俠能立身或貼著車身騎，來閃避可能遭受的攻擊。《黑暗騎士》中騎乘蝙蝠機車的鏡頭，都是由特技演員珍·皮耶·戈伊替克里斯汀·貝爾完成。蝙蝠機車是一台非常不穩定的機車，戈伊是唯一能在車上保持平衡的特技演員。貝爾堅持要本人親自騎乘蝙蝠機車拍攝，由於劇組擔憂他的安全問題而不允許。

## 發行

### 評價

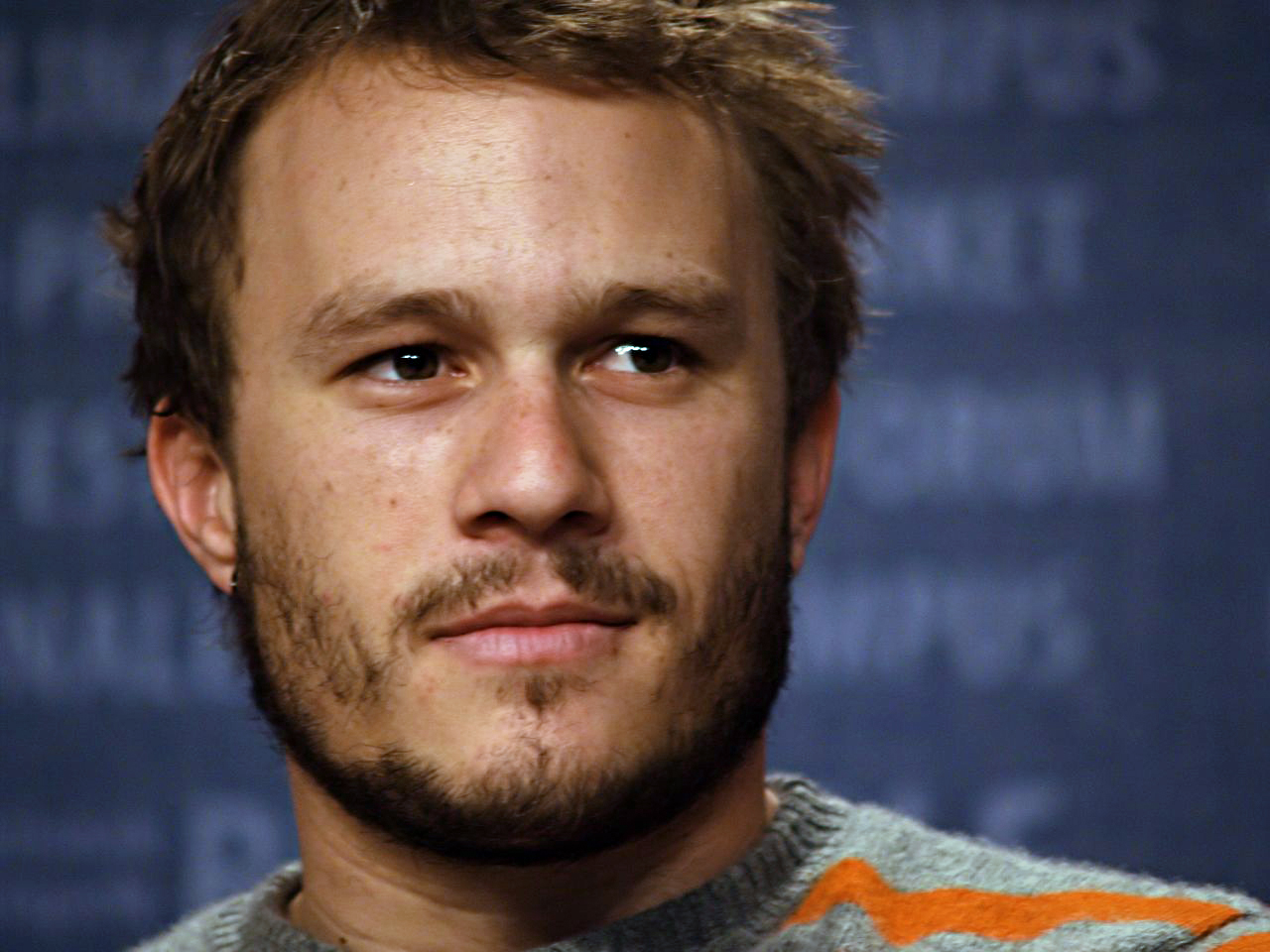
希斯·萊傑的演技廣受讚譽，最終贏得奧斯卡最佳男配角獎。

電影收穫了多數影評人的好評。根據评论采编网站爛蕃茄上收集的332篇專業影評文章，《黑暗騎士》的「新鮮度」為94%，平均得分8.6分（滿分10分）。该网站上的批评共识写道：“黑暗，复杂而难忘，《黑暗骑士》的成功不仅是一部充满趣味的漫画改编电影的成功，更是一部极度惊悚的犯罪传奇的成功。”而基於另一影評匯總網站Metacritic上的39篇評論文章，其中33篇予以好評，無差評，6篇褒貶不一，平均分為84（滿分100）。據CinemaScore調查，觀眾的平均評價於A+至F間落於「A」，觀眾主要傾向男性及老年人。
2008年，《黑暗騎士》在帝國雜誌評選出的「有史以來最偉大的500部電影」中，名列第3名。而希斯·萊傑對小丑的詮釋在帝國於2008年選出的「百大電影人物」中排行第三。2010年6月，小丑於《娛樂周刊》所列出的「近20年來百大人物」裡位居第五。《Paste》將電影列入十年來的最佳電影（2000年-2009年）中的第十一名。2016年，在由《花花公子》選出的「較前作更好的15部續集電影」列表上，《黑暗騎士》排在第五位。
2023年，爛番茄滿25週年特別專題中，本片在該站列出「影迷選出過去25年的最佳電影」排行榜排名榜首，同時名列「影評家選出過去25年的最佳電影」排行榜第4名。

### 票房

#### 北美
《黑暗騎士》於2008年7月18日星期五上映，從3,040家劇院中收穫1,850萬美元的票房，創下午夜場的票房紀錄（而後被《哈利波特：混血王子的背叛》所超越）。首週午夜場票房中也包含IMAX屏幕所進帳的640,000美元。接著電影在4,366家劇院的9,200個屏幕上播映，締造最大規模上映紀錄（而後被《鋼鐵人2》所超越）。而首映當天與單日的總票房同時也創下紀錄（而後被《暮光之城2：新月》所超越），共收穫6,720萬美元，其電影的首映週票房則達1.584億美元（而後被《哈利波特：死神的聖物Ⅱ》所超越）。首週劇院平均收入36,283美元列歷史總榜上的第五位。除此之外，《黑暗騎士》也以630萬美元締造了IMAX首映週票房紀錄（而後被《星際爭霸戰》所超越）。

## 被禁播
2022年10月21日，彭博報道，香港電影、報刊及物品管理辦事處禁止一個戶外活動中播放2008年上映該電影，改為播放電影《鐵甲奇俠》。其後主辦單位引述政府指，認為該電影含暴力內容，不適合戶外播放。而2008年時就無法在中國大陸上映。

## 榮譽

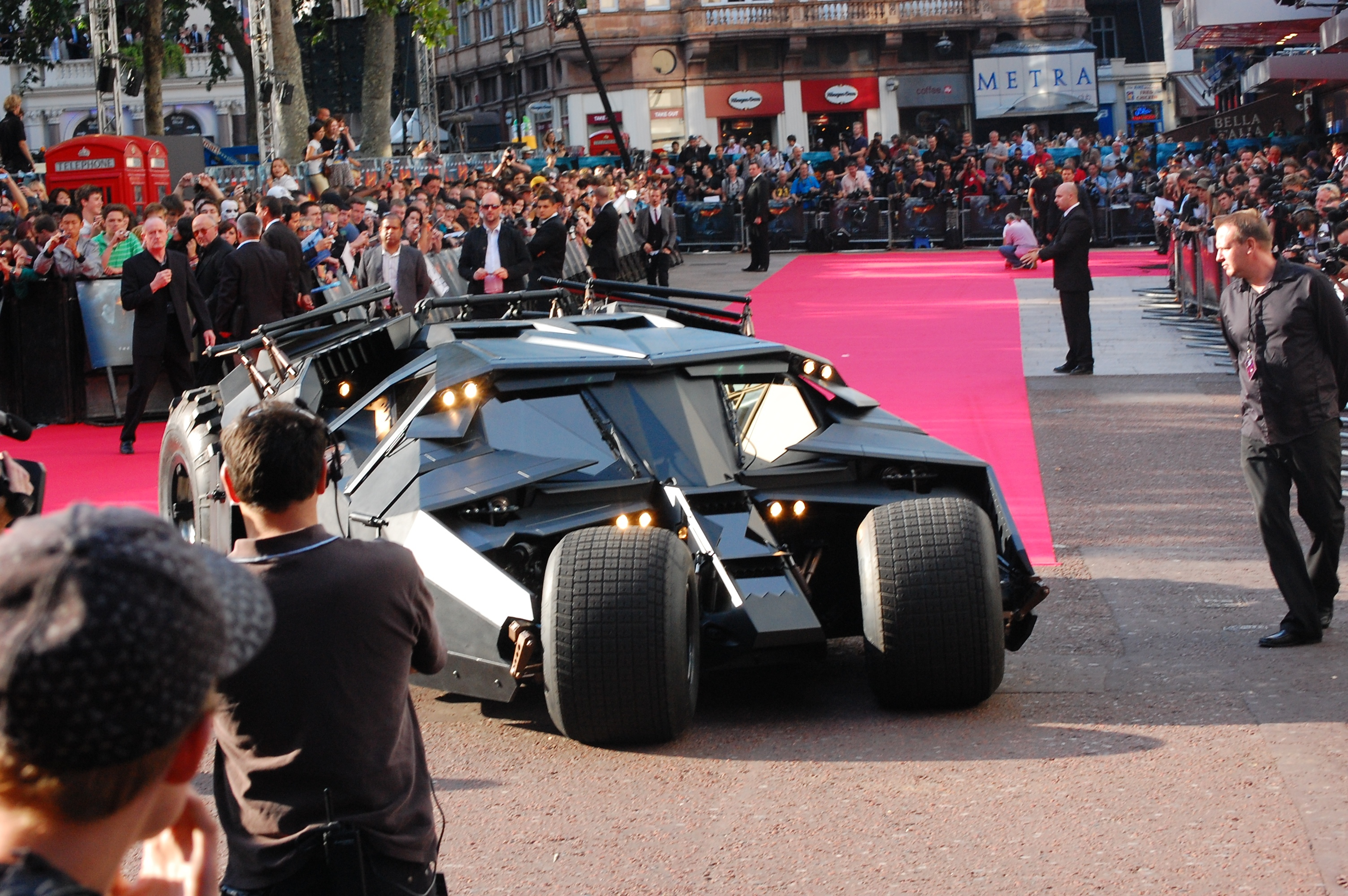
電影在歐洲首映禮上所使用的「不倒翁」。

提名當中最引人注目的是希斯·萊傑幾乎橫掃二十多個獎項的表現，其中包括奧斯卡最佳男配角獎、美國演員工會獎最佳男配角、金球獎最佳電影男配角及英國電影學院獎最佳男配角等。
《黑暗騎士》在第81屆奧斯卡金像獎上共獲得八項提名，打破了由《狄克·崔西》所保持的七項紀錄，成為奧斯卡獎提名數最多的漫畫書、視覺文學或連環漫畫改編電影。而電影則榮獲八項提名獎項中的兩項：希斯·萊傑的最佳男配角和最佳音效剪輯。而其他七個提名則包括最佳藝術執導、攝影、混音、視覺效果、化妝與髮型設計與影片剪輯獎。希斯·萊傑是首位去世後追加授予最佳男配角獎的獲獎者，並且成為歷史上唯二追授奧斯卡金像獎的獲獎者（彼得·芬奇在1976年的電影《螢光幕後》中獲得了最佳男演員獎）。另外，值得注意的是，理察·金在最佳音效剪輯獎方面的勝利，阻止了最佳影片得主《貧民百萬富翁》橫掃當晚所有獲提名的獎項。

#### 獲獎
- 第81屆奧斯卡金像獎：[11]
  - 最佳男配角：希斯·萊傑
  - 最佳音效剪輯：理察·金

- 第66屆金球獎：[81]
  - 最佳電影男配角：希斯·萊傑

- 第62屆英國電影學院獎（英语：62nd British Academy Film Awards）：[82]
  - 最佳男配角：希斯·萊傑

#### 提名
- 第81屆奧斯卡金像獎：
  - 最佳藝術指導：內森·克勞利（英语：Nathan Crowley）和彼得·蘭多（英语：Peter Lando）
  - 最佳攝影：瓦利·費思特
  - 最佳混音：蘿拉·海爾斯伯格（英语：Lora Hirschberg）、葛瑞·里佐（英语：Gary Rizzo）和埃德·諾維克
  - 最佳視覺效果：尼克·戴維斯（英语：Nick Davis (visual effects supervisor)）、克里斯·科伯爾德（英语：Chris Corbould）、提姆·韋伯（英语：Tim Webber）和保羅·富蘭克林（英语：Paul Franklin (visual effects supervisor)）
  - 最佳化妝與髮型設計：小約翰·卡格里歐尼（英语：John Caglione Jr.）和康納爾·奧沙利文（英语：Conor O'Sullivan (make-up artist)）
  - 最佳影片剪輯：李·史密斯（英语：Lee Smith (editor)）

- 第62屆英國電影學院獎：
  - 最佳摄影（英语：BAFTA Award for Best Cinematography）：瓦利·費思特
  - 最佳服裝設計（英语：BAFTA Award for Best Costume Design）：林迪·赫明（英语：Lindy Hemming）
  - 最佳剪辑（英语：BAFTA Award for Best Editing）：李·史密斯
  - 最佳電影音樂（英语：BAFTA Award for Best Film Music）：漢斯·季默和詹姆斯·紐頓·霍華
  - 最佳化妝與髮型設計（英语：BAFTA Award for Best Makeup and Hair）：彼得·羅伯·金
  - 最佳藝術指導（英语：BAFTA Award for Best Production Design）：內森·克勞利和彼得·蘭多
  - 最佳音響（英语：BAFTA Award for Best Sound）：蘿拉·海爾斯伯格、理察·金、埃德·諾維克和葛瑞·里佐
  - 最佳視覺效果（英语：BAFTA Award for Best Special Visual Effects）：克里斯·科伯爾德、尼克·戴維斯、保羅·富蘭克林和提姆·韋伯

## 備註
1. 前譯「蝙蝠俠：黑暗武士」[7]:20。
2. ↑  由於該紀錄將來可能會有異動，這裡僅將在《黑暗騎士》締造紀錄之後，首部超越的電影列出，且列出者不一定是目前的紀錄保持者。

## 延伸閱讀
- Byrne, Craig.  (Hardcover). Universe. 2008. ISBN 0-7893-1812-1.
- Nolan, Christopher; Goyer, David S. .  (Hardcover). New York: DC Comics. 2007. ISBN 1-4012-1282-4.
- O'Neil, Dennis.  (Paperback). Novelization of the film. Berkley. 2008. ISBN 0-425-22286-1.

## 外部連結
- 官方网站
- 蝙蝠俠—黑夜之神的MySpace主頁 - 華納兄弟設立的官方公開網站（附有預告片及其他電影資訊）
- 互联网电影数据库（IMDb）上《黑暗騎士》的资料（英文）
- Box Office Mojo上《黑暗騎士》的資料（英文）
- 爛番茄上《黑暗騎士》的資料（英文）
- AllMovie上《黑暗騎士》的资料（英文）
- Metacritic上《黑暗騎士》的資料（英文）
- 開眼電影網上《黑暗騎士》的資料（繁體中文）
- 时光网上《黑暗騎士》的資料（简体中文）
- 豆瓣电影上《黑暗騎士》的資料 （简体中文）